# Steven Hooker
Steven "Steve" Hooker (Melbourne, 16 de julho de 1982) é um saltador com vara e campeão olímpico australiano. Sua marca pessoal maior é de 6.06 m, conseguida em Boston, em 2009, tornando-se o segundo maior saltador da história atrás apenas de Sergey Bubka.
Ele é filho de pais atletas. Sua mãe, Erica Hooker, competiu no salto em distância dos Jogos Olímpicos de Munique, em 1972 e foi medalhista de prata nos Jogos da Comunidade Britânica de 1978. Seu pai conquistou quatro títulos australianos nos 800 m e participou dos Jogos da Comunidade Britânica de 1974.
Sua carreira  começou aos poucos e ele só se profissionalizou em 2006.

## Carreira
Hooker conquistou a medalha de ouro nos Jogos Olímpicos de Verão de 2008 com um salto de 5,96 metros, o qual foi atribuído como recorde olímpico, e tornou-se o primeiro homem australiano a conquistar uma medalha de ouro no atletismo em 40 anos, desde a vitória de Ralph Doubell nos 800 metros dos Jogos Olímpicos de 1968.
No Campeonato Mundial de Atletismo de 2009, Hooker conquistou outra medalha de ouro, despistando rumores de que ele havia sofrido uma grave lesão. No seu segundo salto, Steve alcançou 5,90 metros e venceu a competição, após seu primeiro salto, de 5,85 m ter falhado.
No Campeonato Mundial Indoor, ocorrido em Doha, em março de 2010, Hooker quebrou o recorde da competição, 6,00 m, que pertencia a Bubka desde os anos 80. Hooker obteve 6,01m.